# Paradorippe
Paradorippe is een geslacht van kreeftachtigen uit de klasse van de Malacostraca (hogere kreeftachtigen).

## Soorten
- Paradorippe australiensis (Miers, 1884)
- Paradorippe cathayana Manning & Holthuis, 1986
- Paradorippe granulata (De Haan, 1841)
- Paradorippe polita (Alcock & Anderson, 1894)